# 2007-es amatőr ökölvívó-világbajnokság

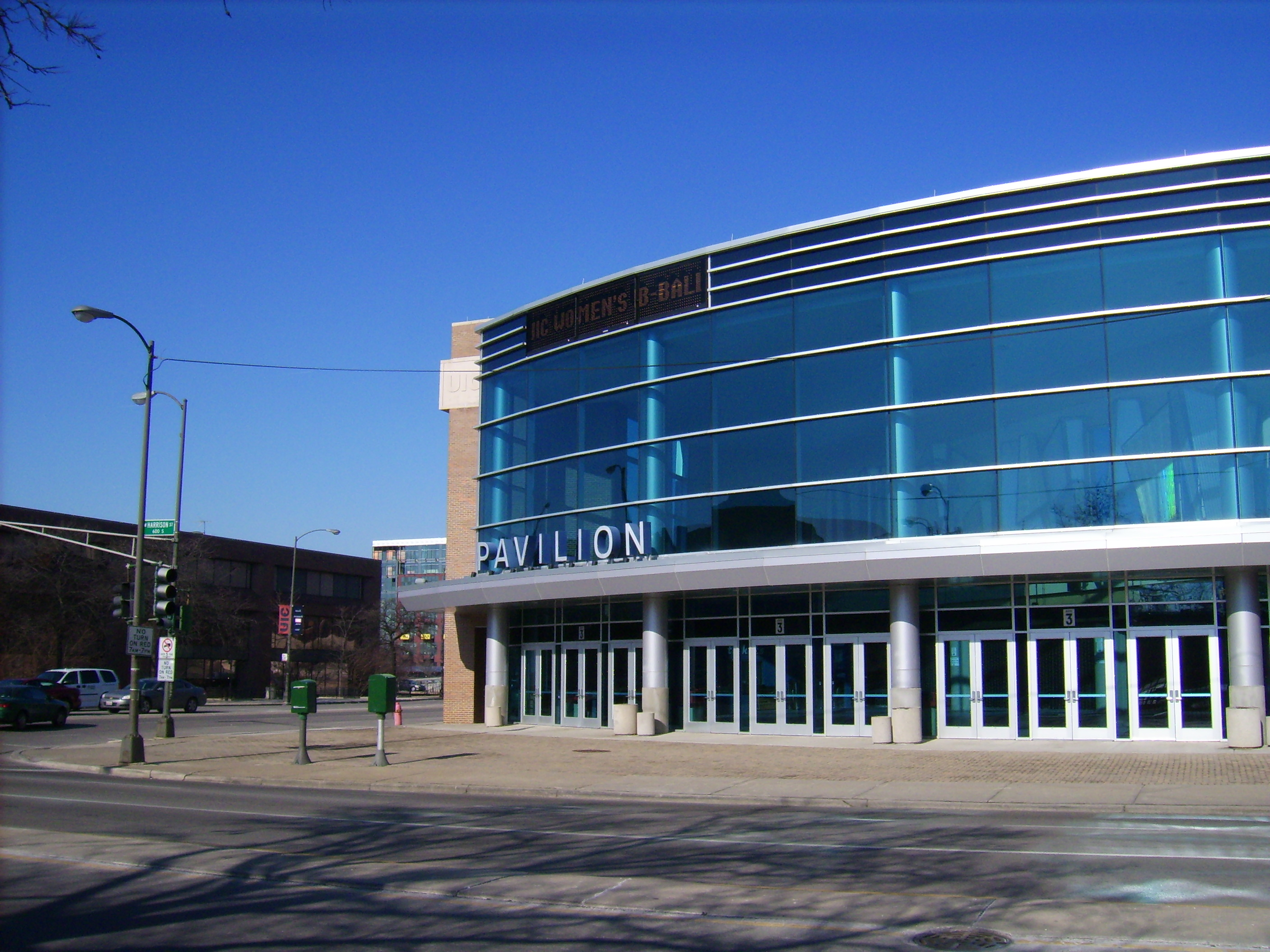
A mérkőzések színhelye az Illinois-i Egyetem (UIC) sportcsarnoka volt

A 14. amatőr ökölvívó-világbajnokságot Chicagóban, az Amerikai Egyesült Államokban rendezték 2007. október 23. – november 3. között.

## Résztvevők
A küzdelmekben 114 ország 557 ökölvívója vett részt. 11 versenyszámban avattak világbajnokot. A küzdelmek egyenes kieséses rendszerben zajlottak, és mindkét elődöntő vesztese bronzérmet kapott.
A felső két súlycsoportban csak az érmesek, míg a többiben már a negyeddöntőbe jutottak megszerezték az olimpiai indulás jogát.
| Súlycsoport:    | Résztvevők száma: | Magyar válogatottak: |
| --------------- | ----------------- | -------------------- |
| szupernehézsúly | 44                | Kurtucz Csaba        |
| nehézsúly       | 46                | Darmos József        |
| félnehézsúly    | 42                | Szellő Imre          |
| középsúly       | 60                | Szili István         |
| váltósúly       | 54                | Harcsa Norbert       |
| kisváltósúly    | 64                | Káté Gyula           |
| könnyűsúly      | 55                | Varga Miklós         |
| pehelysúly      | 57                | Rácz Sándor          |
| harmatsúly      | 51                | Oltványi Dávid       |
| légsúly         | 47                | Szalai Gergő         |
| Kislégsúly      | 37                | Bedák Pál            |

Nyolcaddöntők
Az előselejtezők és a selejtezők után kialakult 176 fős mezőnyből az orosz válogatottnak mind a 11, a kínai válogatottnak 9, a házigazdáknak 8, a kazahoknak 7 versenyzője maradt versenyben. A magyarok közül négyen: Darmos József, Szellő Imre, Káté Gyula és Oltványi Dávid jutottak a nyolcaddöntőbe.
Negyeddöntők
A nyolcaddöntők után kialakult 88 fős mezőnyből az orosz válogatottnak 9, a kínai válogatottnak 7, a házigazdáknak 6, az angoloknak és thaiföldieknek 5, a kazahoknak, olaszoknak és az ukránoknak 4-4 versenyzője maradt versenyben. A magyarok közül ketten: Darmos József, Szellő Imre jutottak a negyeddöntőbe.
Elődöntők
A negyeddöntők után kialakult 44 fős mezőnyből az orosz válogatottnak 8, kínaiaknak 5, az olaszoknak 4, angoloknak, kazahoknak, thaiföldieknek és az ukránoknak 3-3 versenyzője maradt versenyben.

## Éremtáblázat
| Ország           | Arany | Ezüst | Bronz | Érmek összesen |
| Oroszország      | 3     | 3     | 2     | 8              |
| Olaszország      | 2     | 1     | 1     | 4              |
| Egyesült Államok | 2     |       |       | 2              |
| Kína             | 1     |       | 4     | 5              |
| Anglia           | 1     |       | 2     | 3              |
| Kazahsztán       | 1     |       | 2     | 3              |
| Üzbegisztán      | 1     |       |       | 1              |
| Thaiföld         |       | 2     | 1     | 3              |
| Ukrajna          |       | 2     | 1     | 3              |
| Fülöp-szigetek   |       | 1     |       | 1              |
| Mongólia         |       | 1     |       | 1              |
| Venezuela        |       | 1     |       | 1              |
| Franciaország    |       |       | 2     | 2              |
| Törökország      |       |       | 2     | 2              |
| Azerbajdzsán     |       |       | 1     | 1              |
| Japán            |       |       | 1     | 1              |
| Észak-Korea      |       |       | 1     | 1              |
| Litvánia         |       |       | 1     | 1              |
| Puerto Rico      |       |       | 1     | 1              |
| Összesen         | 11    | 11    | 22    | 44             |

## Érmesek
| 2007-es amatőr ökölvívó-világbajnokság érmesei |                                      |                                  |                                                                 |
| Versenyszám                                    | Arany                                | Ezüst                            | Bronz                                                           |
| Szupernehézsúly                                | Roberto Cammarelle (Olaszország)     | Vjacseszlav Hlazkov (Ukrajna)    | Csang Cse-lej (Kína) Iszlam Timurzijev (Oroszország)            |
| Nehézsúly                                      | Clemente Russo (Olaszország)         | Rahim Csahkijev (Oroszország)    | John M’Bumba (Franciaország) Jüsan Nicsiati (Kína)              |
| Félnehézsúly                                   | Abbos Atoyev (Üzbegisztán)           | Artur Beterbijev (Oroszország)   | Daugirdas Šemiotas (Litvánia) Jerkebulan Sinalijev (Kazahsztán) |
| Középsúly                                      | Matvej Korobov (Oroszország)         | Alfonso Blanco (Venezuela)       | Baktijar Artajev (Kazahsztán) Szerhij Derevjancsenko (Ukrajna)  |
| Váltósúly                                      | Demetrius Andrade (Egyesült Államok) | Non Boonjumnong (Thaiföld)       | Adem Kılıççı (Törökország) Hanati Szelamu (Kína)                |
| Kisváltósúly                                   | Szerik Szapijev (Kazahsztán)         | Gennagyij Kovaljov (Oroszország) | Kavacsi Maszacugu (Japán) Bradley Saunders (Anglia)             |
| Könnyűsúly                                     | Frankie Gavin (Anglia)               | Domenico Valentino (Olaszország) | Alekszej Tyiscsenko (Oroszország) Song Guk Kim (Észak-Korea)    |
| Pehelysúly                                     | Albert Szelimov (Oroszország)        | Vaszil Lomacsenko (Ukrajna)      | Yakup Kılıç (Törökország) Li Jang (Kína)                        |
| Harmatsúly                                     | Szergej Vodopjanov (Oroszország)     | Enhbat Badar-Uugan (Mongólia)    | McJoe Arroyo (Puerto Rico) Joseph Murray (Anglia)               |
| Légsúly                                        | Raushee Warren (Egyesült Államok)    | Somjit Jongjohor (Thaiföld)      | Vincenzo Picardi (Olaszország) Samir Məmmədov (Azerbajdzsán)    |
| Kislégsúly                                     | Cou Si-ming (Kína)                   | Harry Tanamor (Fülöp-szigetek)   | Amrat Ruenroeng (Thaiföld) Nordine Oubaali (Franciaország)      |

## Részletes eredmények

### Szupernehézsúly
Résztvevők száma : 44
Miután a súlycsoport két legjobbja a címvédő kubai Odlanier Solís és az olimpiai bajnok orosz Alekszandr Povetkin profi lett, a verseny nagyon nyílttá vált.
A fő esélyesek a világranglista-vezető olasz Roberto Cammarelle, az Ázsiai Játékok-győztes üzbég Rustam Saidov és az Európa-bajnok orosz Iszlam Timurzijev voltak.
A résztvevők nagy száma miatt 12 előselejtező mérkőzésre volt szükség, amelyek során Kutrucz Csaba 12:7 arányú pontozásos vereséget szenvedett a 2007-es pánamerikai játékokon ezüstérmes venezuelai Jose Payerestől.
Selejtezők a 16 közé jutásért
| Győztes:              | Vesztes:               | Pontozás:                          |
| --------------------- | ---------------------- | ---------------------------------- |
| Csang Cse-lej         | Nurpais Torobekov      | kipontozással a 3. menetben (23:3) |
| Rusztam Rigebajev     | Georgios Chotz         | leállítással az 1. menetben (7:4)  |
| Mane Marceta          | Emmanuel Augustana     | 12 : 3                             |
| Daniel Beahan         | Roc Urbanc             | leállítással a 2. menetben (7:2)   |
| Magomed Abduszalszmov | Rustam Saidov          | leállítással az 1. menetben (2:0)  |
| Jaroslavas Jakšto     | Stefan Köber           | 22 : 6                             |
| Oscar Rivas           | Lequan Carlisle        | leállítással a 2. menetben (15:1)  |
| Vjacseszlav Hlazkov   | Andrej Razvaan Cajanu  | kipontozással a 2. menetben (24:4) |
| Azar Mammadov         | Clayton Laurent        | kipontozással a 3. menetben (23:3) |
| Iszlam Timurzijev     | Cathal McMonagle       | feladással az 1. menetben (12:0)   |
| Jasem Delavari        | Lamarana Mamadou Conde | kipontozással a 3. menetben (23:3) |
| Michael Hunter        | Kurban Gunebakan       | 30 : 7                             |
| Roberto Cammarelle    | Jose Payares           | 27 : 4                             |
| Kubrat Pulev          | Vladimir Prusa         | 21 : 3                             |
| Primislav Dimovski    | Isekeli Maama          | 16 : 1                             |
| David Price           | Mohamed Samoudi        | feladással a 2. menetben (11:4)    |

Nyolcaddöntők
| Győztes:            | Vesztes:              | Pontozás:                 |
| ------------------- | --------------------- | ------------------------- |
| Csang Cse-lej       | Rusztam Rigebajev     | 20 : 10                   |
| Daniel Beahan       | Mane Marceta          | 23 : 10                   |
| Jaroslavas Jakšto   | Magomed Abduszalszmov | 24 : 13                   |
| Vjacseszlav Hlazkov | Oscar Rivas           | 23 : 7                    |
| Iszlam Timurzijev   | Azar Mammadov         | feladással az 1. menetben |
| Michael Hunter      | Jasem Delavari        | 19 : 13                   |
| Roberto Cammarelle  | Kubrat Pulev          | 12 : 5                    |
| David Price         | Primislav Dimovski    | 20 : 4                    |

Negyeddöntők
| Győztes:            | Vesztes:          | Pontozás:                  |
| ------------------- | ----------------- | -------------------------- |
| Csang Cse-lej       | Daniel Beahan     | kiütéssel a 2. menetben    |
| Vjacseszlav Hlazkov | Jaroslavas Jakšto | leállítással a 3. menetben |
| Iszlam Timurzijev   | Michael Hunter    | 22 : 15                    |
| Roberto Cammarelle  | David Price       | ellenfél nélkül            |

Elődöntők
| Döntőbe jut:        | Bronzérmesek:     | Pontozás:       |
| ------------------- | ----------------- | --------------- |
| Vjacseszlav Hlazkov | Csang Cse-lej     | 21 : 11         |
| Roberto Cammarelle  | Iszlam Timurzijev | ellenfél nélkül |

Döntő
| Aranyérmes:        | Ezüstérmes:         | Pontozás: |
| ------------------ | ------------------- | --------- |
| Roberto Cammarelle | Vjacseszlav Hlazkov | 24 : 14   |

### Nehézsúly
Résztvevők száma : 46
Előselejtezők
A címvédő orosz Alekszandr Alekszejev és az olimpiai bajnok kubai Odlanier Solís profi lett, míg a 2007-es pánamerikai játékok győztese a kubai Osmay Acosta a bojkott miatt nem vehetett részt a versenyekben.
A résztvevők nagy száma miatt 14 előselejtező mérkőzésre volt szükség, amelyek során Darmos József 19:6 arányú pontozással verte a haiti Azea Augustanát.
A fő esélyesek az orosz bajnokságban a világbajnoki ezüstérmes Roman Romancsukot verő Rahim Csahkijev, az ukrán Európa-bajnok Denisz Pojacika, a német Alexander Povernov és az azeri Elchin Alizade voltak. A nagy nevek közül már az előselejtezők során kikapott az athéni olimpia ezüstérmese a fehérorosz Viktor Zujev a litván Vitalijus Subaciustól, és az Ázsiai Játékok-győztes iráni Ali Mazaheri a montenegrói Milorad Gajovictól.
Selejtezők a 16 közé jutásért
(október 26.)
| Győztes:              | Vesztes:             | Pontozás:                      |
| --------------------- | -------------------- | ------------------------------ |
| John Sweeney          | Branco Srbic         | leállítva a 4. menetben        |
| Rahim Csahkijev       | Evan Nedd            | leállítva a 2. menetben (10:1) |
| Denisz Pojacika       | Eduards Krasnevics   | leállítva a 2. menetben (7:3)  |
| Elchin Alizade        | Julio Deivi Blanco   | leállítva az 1. menetben (1:1) |
| Mahdi Khani Al Assali | Emmanuel Anderson    | leállítva az 1. menetben       |
| Mihail Muntean        | Jaszur Macsanov      | 10 : 3                         |
| John M’Bumba          | Keith Tapia          | 28 : 13                        |
| Ilias Pavlidis        | Remzi Ozbek          | 18 : 8                         |
| Stephens Simmons      | Ousmane Diatta       | leállítva az 1. menetben (6:0) |
| Milorad Gajovic       | Vedran Dipalo        | 22 : 12                        |
| Alexander Povernov    | Krisztof Zimnoch     | 18 : 10                        |
| Clemente Russo        | Lukas Viktora        | 17 : 6                         |
| Jüsan Nicsiati        | Yamiko Chinula       | 27 : 13                        |
| Ihab Al Matbouli      | Yousef Abed El Ghani | 17 : 16                        |
| Darmos József         | Vitalijus Subacius   | 18 : 13                        |
| Babacar Kamara        | Nasi Hani            | 22 : 16                        |

Nyolcaddöntők
| Győztes:        | Vesztes:              | Pontozás:                   |
| --------------- | --------------------- | --------------------------- |
| Rahim Csahkijev | John Sweeney          | 28 : 5                      |
| Elchin Alizade  | Denisz Pojacika       | 21 : 8                      |
| Mihail Muntean  | Mahdi Khani Al Assali | 11 : 3                      |
| John M’Bumba    | Ilias Pavlidis        | 21 : 14                     |
| Milorad Gajovic | Stephens Simmons      | megállítással a 4. menetben |
| Clemente Russo  | Alexander Povernov    | 17 : 5                      |
| Jüsan Nicsiati  | Ihab Al Matbouli      | megállítással a 4. menetben |
| Darmos József   | Babacar Kamara        | 22 : 20                     |

Negyeddöntők
| Győztes:        | Vesztes:        | Pontozás: |
| --------------- | --------------- | --------- |
| Rahim Csahkijev | Elchin Alizade  | 17 : 6    |
| John M’Bumba    | Mihail Muntean  | 22 : 13   |
| Clemente Russo  | Milorad Gajovic | 15 : 3    |
| Jüsan Nicsiati  | Darmos József   | 28 : 11   |

Elődöntők
| Döntőbe jut:    | Bronzérmesek:  | Pontozás: |
| --------------- | -------------- | --------- |
| Rahim Csahkijev | John M’Bumba   | 21 : 9    |
| Clemente Russo  | Jüsan Nicsiati | 19 : 11   |

Döntő
| Aranyérmes:    | Ezüstérmes:     | Pontozás: |
| -------------- | --------------- | --------- |
| Clemente Russo | Rahim Csahkijev | 7 : 6     |

### Félnehézsúly
Résztvevők száma : 42
A résztvevők nagy száma miatt 10 előselejtező mérkőzésre volt szükség, amelyek során az előző 2005-ös vb ezüstérmese az ukrán Iszmajil Szillah 25:27 arányú pontozásos vereséget szenvedett az amerikai Christopher Downstól.
Selejtezők a 16 közé jutásért
(október 28.)
| Győztes:             | Vesztes:              | Pontozás:                          |
| -------------------- | --------------------- | ---------------------------------- |
| Matthew Corbett      | Glenn Hunter          | 22 : 11                            |
| Szellő Imre          | Lennen Bannis         | ellenfél nélkül                    |
| Artur Beterbijev     | Washington Silva      | leállítással a 3. menetben (23:5)  |
| David Tsiklauri      | Joshua Garza Lewellyn | 29 : 16                            |
| Ramadan Yasser       | Badou Jack            | 18 : 9                             |
| Eleider Alvarez      | Mehdi Ghorbani        | 25 : 18                            |
| Colak Ananikján      | Bahram Muzaffer       | 23 : 13                            |
| Daugirdas Semiotas   | Elie Augustana        | 19 : 3                             |
| Mamadou Diambang     | Leese Gomez           | ellenfél nélkül                    |
| Abbosz Atojev        | Constantin Bejenaru   | kipontozással a 3. menetben (25:5) |
| Marijo Sivolija      | Javid Tagijev         | 18 : 15                            |
| Kenneth Egan         | Julio Castillo Torres | 16 : 10                            |
| Csang Hsziao-ping    | Gottlieb Weiss        | 17 : 13                            |
| Jerkebulan Sinalijev | Zsahon Kurbanov       | diszkvalifikálással a 4. menetben  |
| Ramazan Magomedov    | Csingisz Borbasev     | 22 : 4                             |
| Tony Jeffries        | Christopher Downs     | 18 : 9                             |

Nyolcaddöntők
| Győztes:             | Vesztes:          | Pontozás:                  |
| -------------------- | ----------------- | -------------------------- |
| Szellő Imre          | Matthew Corbett   | leállítással a 2. menetben |
| Artur Beterbijev     | David Tsiklauri   | 23 : 9                     |
| Ramadan Yasser       | Eleider Alvarez   | kiütéssel a 4. menetben    |
| Daugirdas Semiotas   | Colak Ananikján   | 18 : 10                    |
| Abbosz Atojev        | Mamadou Diambang  | sérülés miatt leállítva    |
| Marijo Sivolija      | Kenneth Egan      | 17 : 9                     |
| Jerkebulan Sinalijev | Csang Hsziao-ping | 14 : 5                     |
| Tony Jeffries        | Ramazan Magomedov | 16 : 8                     |

Negyeddöntők
| Győztes:             | Vesztes:        | Pontozás: |
| -------------------- | --------------- | --------- |
| Artur Beterbijev     | Szellő Imre     | 25 : 9    |
| Daugirdas Semiotas   | Ramadan Yasser  | 18 : 9    |
| Abbosz Atojev        | Marijo Sivolija | 17 : 6    |
| Jerkebulan Sinalijev | Tony Jeffries   | 20 : 9    |

Elődöntők
| Döntőbe jut:     | Bronzérmesek:        | Pontozás:       |
| ---------------- | -------------------- | --------------- |
| Artur Beterbijev | Daugirdas Semiotas   | ellenfél nélkül |
| Abbosz Atojev    | Jerkebulan Sinalijev | 17 : 8          |

Döntő
| Aranyérmes:   | Ezüstérmes:      | Pontozás: |
| ------------- | ---------------- | --------- |
| Abbosz Atojev | Artur Beterbijev | 20 : 17   |

### Középsúly
Résztvevők száma : 60
A résztvevők nagy száma miatt 28 előselejtező mérkőzésre volt szükség, amelyek során Szili István 23:7 arányú pontozással verte a guyanai Pierre Markembert.
Selejtezők a 16 közé jutásért
(október 27.)
| Győztes:               | Vesztes:             | Pontozás:                          |
| ---------------------- | -------------------- | ---------------------------------- |
| Bosco Draskovic        | Ahmed Saraku         | 19 : 11                            |
| Said Rachidi           | Firdavs Salohov      | 24 : 11                            |
| Baktijar Artajev       | Deok-Jin Cso         | megállítással a 4. menetben (20:4) |
| Surija Prasathinphimai | Niko Jokinen         | 23 : 11                            |
| Konstantin Buga        | Jean Michael Raymond | 19 : 8                             |
| Shawn Estrada          | Ryota Murata         | 17 : 12                            |
| Darren Sutherland      | Andranik Hikobján    | 22 : 20                            |
| Alfonso Blanco         | Vijender Singh       | 13 : 8                             |
| Angenis Nunes          | Rahib Bajlarov       | 27 : 16                            |
| Elsod Raszulov         | Szili István         | 29 : 7                             |
| Alekszandr Rubjuk      | Clarence Joseph      | 17 : 10                            |
| Szerhij Derevjancsenko | Olivet Obradovic     | kipontozással a 2. menetben (22:2) |
| Vang Csien-cseng       | Dariusz Sek          | 20 : 10                            |
| Savas Kaya             | Bekzatbek Iszajev    | 13 : 4                             |
| Carlos Gongora Mercado | Ezequael Maderna     | 18 : 13                            |
| Matvej Korobov         | Homayon Amiri        | kipontozással a 3. menetben (25:5) |

Nyolcaddöntők
| Győztes:               | Vesztes:               | Pontozás:                          |
| ---------------------- | ---------------------- | ---------------------------------- |
| Said Rachidi           | Bosco Draskovic        | 16 : 12                            |
| Baktijar Artajev       | Surija Prasathinphimai | 20 : 7                             |
| Konstantin Buga        | Shawn Estrada          | +11 : 11                           |
| Alfonso Blanco         | Darren Sutherland      | 20 : 13                            |
| Angenis Nunes          | Elsod Raszulov         | kiütéssel a 4. menetben            |
| Szerhij Derevjancsenko | Alekszandr Rubjuk      | 23 : 12                            |
| Vang Csien-cseng       | Savas Kaya             | 15 : 8                             |
| Matvej Korobov         | Carlos Gongora Mercado | kipontozással a 3. menetben (24:4) |

Negyeddöntők
| Győztes:               | Vesztes:         | Pontozás:                          |
| ---------------------- | ---------------- | ---------------------------------- |
| Baktijar Artajev       | Said Rachidi     | 19 : 11                            |
| Alfonso Blanco         | Konstantin Buga  | 18 : 9                             |
| Szerhij Derevjancsenko | Angenis Nunes    | kipontozással a 3. menetben (26:6) |
| Matvej Korobov         | Vang Csien-cseng | 22 : 3                             |

Elődöntők
| Döntőbe jut:   | Bronzérmesek:          | Pontozás:  |
| -------------- | ---------------------- | ---------- |
| Alfonso Blanco | Baktijar Artajev       | 15 : 7     |
| Matvej Korobov | Szerhij Derevjancsenko | feladással |

Döntő
| Aranyérmes:    | Ezüstérmes:    | Pontozás: |
| -------------- | -------------- | --------- |
| Matvej Korobov | Alfonso Blanco | 29 : 4    |

### Váltósúly
Résztvevők száma : 54
A résztvevők nagy száma miatt 11 előselejtező mérkőzésre volt szükség, amelyek során Harcsa Norbert 20 : 9 arányú pontozásos vereséget szenvedett az azeri Ruszlan Hajrovtól.
Selejtezők a 16 közé jutásért
(október 28.)
| Győztes:             | Vesztes:                     | Pontozás:                          |
| -------------------- | ---------------------------- | ---------------------------------- |
| Sherali Mamadaljev   | Foster Marcelin Nkodo        | 19 : 13                            |
| Adem Kilicci         | Yoshiyuki Hiraku             | leállítással az 1. menetben        |
| Vitalie Grușac       | Stephan Horvath              | 24 : 15                            |
| Diego Gabriel Chaves | Dimitros Poulikos Tsagkrakos | kipontozással a 2. menetben (21:1) |
| Jack Culcay-Keth     | Jetmir Kuci                  | 28 : 20                            |
| Zoran Mitrovic       | Dildag Singh                 | 22 : 9                             |
| Magomed Nurudinov    | Munguntsooj Nandin-Erdene    | 23 : 5                             |
| Demetrius Andrade    | Dimitrijs Sostaks            | 19 : 3                             |
| Non Boonjumnong      | Aljaszker Basirov            | 28 : 10                            |
| Andrej Balanov       | Hosam Abdin                  | 18 : 14                            |
| Yasser Abdo-Iriba    | Borna Katalinic              | leállítással a 2. menetben         |
| Adam Trupish         | Mohammad Sattarpour          | 26 : 23                            |
| Ruszlan Hajrov       | Roy Sheenan                  | 20 : 3                             |
| Hanati Szelamu       | Gerald O'Mahony              | 23 : 17                            |
| Pedro Lima           | Michal Starbala              | 12 : 8                             |
| Bahit Szarszekbajev  | Velibor Vidic                | 26 : 4                             |

Nyolcaddöntők
| Győztes:            | Vesztes:             | Pontozás:                  |
| ------------------- | -------------------- | -------------------------- |
| Adem Kilicci        | Sherali Mamadaljev   | 22 : 8                     |
| Vitalie Grușac      | Diego Gabriel Chaves | 17 : 7                     |
| Jack Culcay-Keth    | Zoran Mitrovic       | 39 : 12                    |
| Demetrius Andrade   | Magomed Nurudinov    | 26 : 6                     |
| Non Boonjumnong     | Andrej Balanov       | 16 : 12                    |
| Adam Trupish        | Yasser Abdo-Iriba    | leállítással a 2. menetben |
| Hanati Szelamu      | Ruszlan Hajrov       | 26 : 6                     |
| Bakit Szarszekbajev | Pedro Lima           | 23 : 11                    |

Negyeddöntők
| Győztes:          | Vesztes:            | Pontozás: |
| ----------------- | ------------------- | --------- |
| Adem Kilicci      | Vitalie Grușac      | 16 : 10   |
| Demetrius Andrade | Jack Culcay-Keth    | 30 : 9    |
| Non Boonjumnong   | Adam Trupish        | 25 : 17   |
| Hanati Szelamu    | Bakit Szarszekbajev | 20 : 14   |

Elődöntők
| Döntőbe jut:      | Bronzérmesek:  | Pontozás: |
| ----------------- | -------------- | --------- |
| Demetrius Andrade | Adem Kilicci   | 22 : 6    |
| Non Boonjumnong   | Hanati Szelamu | 23 : 20   |

Döntő
| Aranyérmes:       | Ezüstérmes:     | Pontozás:                                  |
| ----------------- | --------------- | ------------------------------------------ |
| Demetrius Andrade | Non Boonjumnong | leállítással a 2. menetben (sérülés miatt) |

### Kisváltósúly
Résztvevők száma : 64
Minden versenyzőnek előselejtező mérkőzésre volt szüksége, amelyek során Káté Gyula 32 : 17 arányú pontozással verte az ír John Joycet. A fő esélyesek az olimpia bajnok thaiföldi Manat Buncsamnong, a Európa-bajnok bolgár Borisz Georgijev, a címvédő kazah Szerik Szapijev és az orosz bajnok Gennagyij Kovaljov voltak. Manat Buncsamnong már az előselejtezők során kikapott a japán Kavacsi Maszacugutól.
Selejtezők a 16 közé jutásért
(október 26.)
| Győztes:             | Vesztes:                    | Pontozás:                          |
| -------------------- | --------------------------- | ---------------------------------- |
| Kwan-Soo Park        | Byamba Tuvshinbat           | 13 : 9                             |
| Eduard Hambardzumján | Egedijus Kavaliauskas       | 24 : 6                             |
| Levan Ghvamichava    | Hendrick Pelswijk           | kipontozással (25:5) a 3. menetben |
| Kavacsi Maszacugu    | Felix Diaz                  | 15 : 14                            |
| Szerik Szapijev      | Eduardo Mendoza Mendez      | kipontozással (22:2) a 2. menetben |
| Kevin Bizier         | Zakou Muossa                | 17 : 7                             |
| Morteza Sepahvand    | Andrij Lukijancsuk          | 16 : 9                             |
| Gheorge Ionut        | Marcin Legowski             | 24 : 5                             |
| Vasilij Belous       | Todd Kidd                   | 21 : 14                            |
| Alexis Vastine       | Edwards Akora               | kipontozással (25:5) a 3. menetben |
| Javier Molina        | Emil Maharramov             | 27 : 10                            |
| Bradley Saunders     | Gumersindo Carrasco Herrera | kipontozással (27:7) a 3. menetben |
| Gennagyij Kovaljov   | Marufjon Fayzuloev          | 24 : 10                            |
| Káté Gyula           | Myke Carvalho               | 24 : 14                            |
| Borisz Georgijev     | Martin Dressen              | 10 : 7                             |
| Mai Maititusunquiong | Pavo Hlavacka               | 18 : 12                            |

Nyolcaddöntők
| Győztes:             | Vesztes:             | Pontozás:                           |
| -------------------- | -------------------- | ----------------------------------- |
| Eduard Hambardzumján | Kwan-Soo Park        | 18 : 12                             |
| Kavacsi Maszacugu    | Levan Ghvamichava    | 21 : 18                             |
| Szerik Szapijev      | Kevin Bizier         | kipontozással a 3. menetben (30:10) |
| Morteza Sepahvand    | Gheorge Ionut        | 19 : 16                             |
| Alexis Vastine       | Vasilij Belous       | 27 :10                              |
| Bradley Saunders     | Javier Molina        | 24 : 12                             |
| Gennagyij Kovaljov   | Káté Gyula           | 22 : 9                              |
| Borisz Georgijev     | Mai Maititusunquiong | 29 : 27                             |

Negyeddöntők
| Győztes:           | Vesztes:             | Pontozás:                |
| ------------------ | -------------------- | ------------------------ |
| Kavacsi Maszacugu  | Eduard Hambardzumján | 10 : 6                   |
| Szerik Szapijev    | Morteza Sepahvand    | feladással a 4. menetben |
| Bradley Saunders   | Alexis Vastine       | 30 : 13                  |
| Gennagyij Kovaljov | Borisz Georgijev     | ellenfél nélkül          |

Elődöntők
| Döntőbe jut:       | Bronzérmesek:     | Pontozás:                          |
| ------------------ | ----------------- | ---------------------------------- |
| Szerik Szapijev    | Kavacsi Maszacugu | kipontozással (23:3) a 3. menetben |
| Gennagyij Kovaljov | Bradley Saunders  | 16 : 8                             |

Döntő
| Aranyérmes:     | Ezüstérmes:        | Pontozás: |
| --------------- | ------------------ | --------- |
| Szerik Szapijev | Gennagyij Kovaljov | 20 : 5    |

### Könnyűsúly
Résztvevők száma : 55
A résztvevők nagy száma miatt 23 előselejtező mérkőzésre volt szükség, amelyek során Varga Miklós 39 : 22 arányú pontozásos vereséget szenvedett az ír Eric Donovantől. Az abszolút favorit a súlycsoportoktól függetlenül is a világ legjobb amatőr ökölvívójának számító olimpiai- és Európa-bajnok orosz Tyiscsenko volt.
Selejtezők a 16 közé jutásért
(október 28.)
| Győztes:                | Vesztes:                    | Pontozás:                          |
| ----------------------- | --------------------------- | ---------------------------------- |
| Alekszej Tyiscsenko     | Jung-Von Kim                | 27 : 20                            |
| Husnu Kocabas           | Annlanij Szermiov           | 17 : 4                             |
| Uranchimeg Munkh-Erdene | Everton Lopes               | 26 : 19                            |
| Pichai Sayota           | Artur Schmidt               | 23 : 21                            |
| Bekzod Hidirov          | Angus Donaldson             | 29 : 9                             |
| Onur Sipal              | Krisztof Szot               | 33 : 16                            |
| Frankie Gavin           | Merei Aksalov               | 20 : 9                             |
| Ramal Amanov            | Traian lupu                 | 20 : 13                            |
| Domenico Valentino      | Daijiro Hoshi               | 27 : 9                             |
| Eric Donovan            | Jhonathan Batista           | 21 : 4                             |
| Hracsik Javakján        | Sadam Ali                   | 20 : 16                            |
| Genebert Basadre        | Faraj Al Matboli            | 29 : 7                             |
| Song Guk Kim            | Alejandro Rodriguez Pereira | kipontozással a 3. menetben (23:3) |
| Vazgen Safar-Yants      | Muhtarhan Azimov            | 33 : 9                             |
| Darley Perez            | Olekszandr Kljucsko         | 13 : 10                            |
| Jai Bhagwan             | Vasil Qazishvili            | 23 : 16                            |

Nyolcaddöntők
| Győztes:            | Vesztes:                | Pontozás:                          |
| ------------------- | ----------------------- | ---------------------------------- |
| Alekszej Tyiscsenko | Husnu Kocabas           | kipontozással a 3. menetben (25:5) |
| Pichai Sayota       | Uranchimeg Munkh-Erdene | 21 : 13                            |
| Onur Sipal          | Bekzod Hidirov          | megállítással a 3. menetben        |
| Frankie Gavin       | Ramal Amanov            | 21 : 10                            |
| Domenico Valentino  | Eric Donovan            | 29 : 12                            |
| Hracsik Javakján    | Genebert Basadre        | 17 : 16                            |
| Song Guk Kim        | Vazgen Safar-Yants      | 19 : 18                            |
| Darley Perez        | Jai Bhagwan             | 16 : 7                             |

Negyeddöntők
| Győztes:            | Vesztes:         | Pontozás:                          |
| ------------------- | ---------------- | ---------------------------------- |
| Alekszej Tyiscsenko | Pichai Sayota    | kipontozással a 3. menetben (24:4) |
| Frankie Gavin       | Onur Sipal       | 16 : 7                             |
| Domenico Valentino  | Hracsik Javakján | 27 : 12                            |
| Song Guk Kim        | Darley Perez     | 23 : 6                             |

Elődöntők
| Döntőbe jut:       | Bronzérmesek:       | Pontozás: |
| ------------------ | ------------------- | --------- |
| Frankie Gavin      | Alekszej Tyiscsenko | 19 : 10   |
| Domenico Valentino | Song Guk Kim        | 22 : 14   |

Döntő
| Aranyérmes:   | Ezüstérmes:        | Pontozás: |
| ------------- | ------------------ | --------- |
| Frankie Gavin | Domenico Valentino | 18 : 10   |

### Pehelysúly
Résztvevők száma : 57
A résztvevők nagy száma miatt 25 előselejtező mérkőzésre volt szükség, amelyek során Rácz Sándor 20 : 7 arányú pontozásos vereséget szenvedett a venezuelai Angel Rodrigueztől. A súlycsoport olimpiai- és világbajnoka az orosz Alekszej Tyiscsenko és az olimpiai ezüstérmes észak-koreai Song Guk Kim súlycsoportot váltott, így a fő esélyes az Ázsiai Játékok-győztes üzbég Bahodirzson Szultanov, a bolgár Alekszej Sajdulin és az Európa-bajnok Albert Szelimov volt.
Selejtezők a 16 közé jutásért
(október 27.)
| Győztes:                | Vesztes:               | Pontozás:                           |
| ----------------------- | ---------------------- | ----------------------------------- |
| Sailom Adi              | Paul Fleming           | 22 : 12                             |
| Bashir Hassan-Salad     | Nicholas Walters       | 13 : 9                              |
| Yakup Kılıç             | Pablo Figuls           | kipontozással a 3. menetben (21:1)  |
| Arash Usmanee           | Ajbek Abdimomunov      | 38 : 34                             |
| Albert Szelimov         | Marcel Herfurth        | 30 : 6                              |
| Bahodirzson Szultanov   | Sang Ryong Han         | 31 : 8                              |
| Raynell Williams        | Mazat Oszpanov         | 28 : 9                              |
| Azat Hovhanniszján      | Zorigtbaatar Enkhzorig | 40 : 20                             |
| Vaszil Lomacsenko       | Theodoros Papazov      | 19 : 5                              |
| Mihail Bjamadszki       | Alekszej Sajdulin      | 26 :25                              |
| Angel Rodriguez         | Ibrahima Keita         | 15 : 10                             |
| Arturo Santos Reyes     | Ismail Muwendo         | kipontozással az 1. menetben (22:2) |
| Sahin Imranov           | Valentins Morozovs     | feladással a 3. menetben            |
| Anthresh Lalit Lakra    | Bahodir Karimov        | 25 : 6                              |
| Carlos Zambrano Cordova | Davi Souza             | 28 : 15                             |
| Li Jang                 | Kobe Phakadze          | 15 : 2                              |

Nyolcaddöntők
| Győztes:             | Vesztes:                | Pontozás:                          |
| -------------------- | ----------------------- | ---------------------------------- |
| Sailom Adi           | Bashir Hassan-Salad     | 23 : 13                            |
| Yakup Kılıç          | Arash Usmanee           | 20 : 19                            |
| Albert Szelimov      | Bahodirzson Szultanov   | 24 : 9                             |
| Raynell Williams     | Azat Hovhanniszján      | kipontozással a 3. menetben (23:3) |
| Vaszil Lomacsenko    | Mihail Bjamadszki       | 21 : 6                             |
| Arturo Santos Reyes  | Angel Rodriguez         | 22 : 14                            |
| Anthresh Lalit Lakra | Sahin Imranov           | 15 : 9                             |
| Li Jang              | Carlos Zambrano Cordova | 13 : 4                             |

Negyeddöntők
| Győztes:          | Vesztes:             | Pontozás:                          |
| ----------------- | -------------------- | ---------------------------------- |
| Yakup Kılıç       | Sailom Adi           | 22 : 13                            |
| Albert Szelimov   | Raynell Williams     | 25 : 8                             |
| Vaszil Lomacsenko | Arturo Santos Reyes  | kipontozással a 3. menetben (28:8) |
| Li Jang           | Anthresh Lalit Lakra | 17 : 6                             |

Elődöntők
| Döntőbe jut:      | Bronzérmesek: | Pontozás:       |
| ----------------- | ------------- | --------------- |
| Albert Szelimov   | Yakup Kılıç   | ellenfél nélkül |
| Vaszil Lomacsenko | Li Jang       | +13 : 13        |

Döntő
| Aranyérmes:     | Ezüstérmes:       | Pontozás: |
| --------------- | ----------------- | --------- |
| Albert Szelimov | Vaszil Lomacsenko | 16 : 11   |

### Harmatsúly
Résztvevők száma : 51
19 előselejtező mérkőzésre volt szüksége, amelyek során Oltványi Dávid 9 : 4 arányú pontozással verte az indiai Souban Suresh Singhet.
A kubai Guillermo Rigondeaux távollétében fő esélyes német Rustamhodza Rahimov és a thaiföldi Worapoj Petchkoom már a selejtezők során kikaptak. Az olimpiai ezüstérmes Petchkoomot Oltványi Dávid búcsúztatta.
Selejtezők a 16 közé jutásért
(október 26.)
| Győztes:                  | Vesztes:              | Pontozás:                          |
| ------------------------- | --------------------- | ---------------------------------- |
| Tilek Szaparbek           | Khumisu Ikgopoleng    | 32 : 21                            |
| McJoe Arroyo              | Ryan Lindberg         | kipontozással (27:7) a 3. menetben |
| Jonatan Romero            | Havazsi Hacigov       | 16 : 6                             |
| Claudio Marrero           | Krzysztof Rogowszki   | 18 : 5                             |
| Szergej Vodopjanov        | Luke Boyd             | 19 : 9                             |
| Wanniarachchi Manju       | Chris Jenkins         | 32 : 14                            |
| Gary Russell              | Peter Moyshenzon      | kipontozással (21:1) a 2. menetben |
| Ali Hallab                | Allaberdi Isankulijev | kipontozással (20:0) a 2. menetben |
| Hector Manzanilla         | Mohamed Rezkalla      | 29 : 13                            |
| Makszim Tretyak           | Soon-Chul Han         | 35 : 21                            |
| Oltványi Dávid            | Worapoj Petchkoom     | 10 : 9                             |
| Enhbat Badar-Uugan        | Vittorio Parrinello   | 19 : 14                            |
| Ku Jü                     | Hileyin Dundar        | 24 : 16                            |
| Mirzsan Rahimzsanov       | Rustamhodza Rahimov   | 19 : 12                            |
| Louis Richard Bruno Julie | Orzubek Sajimov       | 34 : 13                            |
| Joseph Murray             | Carlos Cuadras Quiroa | 28 : 19                            |

Nyolcaddöntők
| Győztes:           | Vesztes:                  | Pontozás:                          |
| ------------------ | ------------------------- | ---------------------------------- |
| McJoe Arroyo       | Tilek Szaparbek           | kipontozással a 3. menetben (26:6) |
| Jonatan Romero     | Claudio Marrero           | 19 : 3                             |
| Szergej Vodopjanov | Wanniarachchi Manju       | kipontozással a 3. menetben (24:4) |
| Gary Russell       | Ali Hallab                | 22 : 14                            |
| Hector Manzanilla  | Makszim Tretyak           | 34 : 21                            |
| Enhbat Badar-Uugan | Oltványi Dávid            | 17 :5                              |
| Ku Jü              | Mirzsan Rahimzsanov       | 25 : 8                             |
| Joseph Murray      | Louis Richard Bruno Julie | 26 : 19                            |

Negyeddöntők
| Győztes:           | Vesztes:          | Pontozás:                                |
| ------------------ | ----------------- | ---------------------------------------- |
| McJoe Arroyo       | Jonatan Romero    | 23 : 9                                   |
| Szergej Vodopjanov | Gary Russell      | 16 : 6                                   |
| Enhbat Badar-Uugan | Hector Manzanilla | sérülés miatt leállítással a 3. menetben |
| Joseph Murray      | Ku Jü             | 14 : 11                                  |

Elődöntők
| Döntőbe jut:       | Bronzérmesek: | Pontozás: |
| ------------------ | ------------- | --------- |
| Szergej Vodopjanov | McJoe Arroyo  | 20 : 9    |
| Enhbat Badar-Uugan | Joseph Murray | 20 : 11   |

Döntő
| Aranyérmes:        | Ezüstérmes:        | Pontozás: |
| ------------------ | ------------------ | --------- |
| Szergej Vodopjanov | Enhbat Badar-Uugan | 16 : 14   |

### Légsúly
Résztvevők száma : 47
A résztvevők nagy száma miatt 15 előselejtező mérkőzésre volt szükség, amelyek során Szalai Gergely 16 : 15 arányú pontozásos vereséget szenvedett a kirgiz Nurlan Ajdarbektől. A fő esélyesek az Európa-bajnok orosz Georgij Balaksin, a világbajnok és olimpiai ezüstérmes francia Jérôme Thomas, a 2007-es pánamerikai játékok győztes puerto ricoi McWilliams Arroyo és a Ázsiai Játékok-győztes Fülöp-szigeteki Violito Payla voltak.
Jérôme Thomas és Georgij Balaksin már az előselejtező mérkőzésen találkoztak és az orosz jutott tovább.
Selejtezők a 16 közé jutásért
(október 27.)
| Győztes:            | Vesztes:             | Pontozás:                              |
| ------------------- | -------------------- | -------------------------------------- |
| Mirat Szarszembajev | Faber Frantinek      | 16 : 6                                 |
| Somjit Jongjohor    | Ramadan Rezkalla     | 17 : 9                                 |
| Omran Akbari        | Kevin Bentacourt     | 21 : 11                                |
| Rafal Kaczor        | Francis Oaike        | ellenfél nélkül                        |
| Anurudna Rathnayake | Jimmy Ceapa          | kipontozással (21:1) a 2. menetben     |
| Juan Vega           | Philip Adyaka        | ellenfél nélkül                        |
| Vincenzo Picardi    | Kadri Kordel         | 22 : 7                                 |
| Katsuaki Susa       | Ki-Suk Kim           | 21 : 4                                 |
| Szamir Mammadov     | Csu-Feng Li          | kipontozással (28:8) a 3. menetben     |
| Anvar Junuszov      | Martin Parlagi       | 21 : 9                                 |
| McWilliams Arroyo   | Vitalij Volkov       | 23 : 14                                |
| Bato-Munko Vankejev | Jang Bo              | diszkvalifikálás                       |
| Violito Payla       | Khalid Said          | 29 : 15                                |
| Raushee Warren      | Avila Juares Braulio | kipontozással (23:3) a 3. menetben     |
| Georgij Balaksin    | Nurlan Ajdarbek      | sérülés miatt megállítva a 3. menetben |
| Jitender Kumar      | Ronny Beblik         | 29 : 10                                |

Nyolcaddöntők
| Győztes:            | Vesztes:            | Pontozás: |
| ------------------- | ------------------- | --------- |
| Somjit Jongjohor    | Mirat Szarszembajev | 17 : 8    |
| Rafal Kaczor        | Omran Akbari        | 17 : 13   |
| Anurudna Rathnayake | Juan Vega           | 26 : 19   |
| Vincenzo Picardi    | Katsuaki Susa       | 24 : 14   |
| Szamir Mammadov     | Anvar Junuszov      | 23 : 13   |
| McWilliams Arroyo   | Bato-Munko Vankejev | 23 : 17   |
| Raushee Warren      | Violito Payla       | 25 : 11   |
| Georgij Balaksin    | Jitender Kumar      | 14 : 9    |

Negyeddöntők
| Győztes:         | Vesztes:            | Pontozás: |
| ---------------- | ------------------- | --------- |
| Somjit Jongjohor | Rafal Kaczor        | 15 : 3    |
| Vincenzo Picardi | Anurudna Rathnayake | 23 : 4    |
| Szamir Mammadov  | McWilliams Arroyo   | 33 : 21   |
| Raushee Warren   | Georgij Balaksin    | 23 : 13   |

Elődöntők
| Döntőbe jut:     | Bronzérmesek:    | Pontozás: |
| ---------------- | ---------------- | --------- |
| Somjit Jongjohor | Vincenzo Picardi | 13 : 2    |
| Raushee Warren   | Szamir Mammadov  | 26 : 13   |

Döntő
| Aranyérmes:    | Ezüstérmes:      | Pontozás: |
| -------------- | ---------------- | --------- |
| Raushee Warren | Somjit Jongjohor | 13 : 9    |

### Papírsúly
Résztvevők száma : 37
A független amatőr világranglista első helyezettjeiből 4 már a 16 közé jutásért találkozott (Bedák-Ajrapetján) (Cou Si-ming-Zsakipov), majd a két győztes a nyolcaddöntőben került össze, így közülük hárman semmiképpen sem szerezhettek érmet.
Az ababoxing.com 2007. szeptemberi világranglistája:
- 1. Cou Si-ming (Kína) világbajnok (2005)
- 2. Bedák Pál vb ezüstérmes (2005)
- 3. Andry Laffita (Kuba)
- 4. David Ajrapetján (Oroszország) Európa-bajnok (2006)
- 5. Birzam Zsakipov (Kazahsztán) vb bronzérmes (2005)
- 6. Luis Yanez (USA) pánamerikai játékok győztes (2007)

5 előselejtező mérkőzésre volt szüksége, amelyek során Bedák Pál 24 : 9 arányú pontozással verte az kolumbiai Oscar Padillat.
Selejtezők a 16 közé jutásért
(október 28.)
| Győztes:                 | Vesztes:               | Pontozás:                          |
| ------------------------ | ---------------------- | ---------------------------------- |
| Stephen Sutherland       | Carlos Ortiz           | ellenfél nélkül                    |
| Luis Yanes               | Siminga Shiba          | ellenfél nélkül                    |
| Harry Tanamor            | Mohammed Nasir         | 24 : 5                             |
| Serali Dosztijev         | Anton Bekis            | kipontozással a 3. menetben (24:4) |
| Zaleta Odilon de Jesus   | Patricio Calero Zamora | 19 : 17                            |
| Amrat Ruenroeng          | Vjacseszlav Gojan      | 21 : 12                            |
| Hovhannes Danielján      | Aaron Cumberbatch      | kipontozással a 3. menetben (23:3) |
| Zviad Khaduri            | Darren Langley         | 21 : 18                            |
| Lukasz Maszczyk          | Ferhat Pehlivan        | 22 : 10                            |
| Georgij Csigajev         | Jejhun Abijev          | 34 : 21                            |
| Jose de la Nieve Linares | Olimjon Nazarov        | +23 : 23                           |
| Nordine Oubaali          | Junior Zarate          | kipontozással a 3. menetben (24:4) |
| Kenji Ohkubo             | Winston Montero        | 23 : 9                             |
| Paddy Barnes             | Sadegh Faraj Zane      | kipontozással a 3. menetben (27:7) |
| David Ajrapetján         | Bedák Pál              | 27 : 18                            |
| Cou Si-ming              | Birzam Zsakipov        | 30 : 13                            |

Nyolcaddöntők
| Győztes:            | Vesztes:                 | Pontozás:                          |
| ------------------- | ------------------------ | ---------------------------------- |
| Luis Yanes          | Stephen Sutherland       | megállítással a 2. menetben        |
| Harry Tanamor       | Serali Dosztijev         | +4 : 4                             |
| Amrat Ruenroeng     | Zaleta Odilon de Jesus   | 19 : 9                             |
| Hovhannes Danielján | Zviad Khaduri            | kipontozással a 3. menetben (27:7) |
| Georgij Csigajev    | Lukasz Maszczyk          | 26 : 13                            |
| Nordine Oubaali     | Jose de la Nieve Linares | 33 :12                             |
| Paddy Barnes        | Kenji Ohkubo             | 24 : 6                             |
| Cou Si-ming         | David Ajrapetján         | 23 : 6                             |

Negyeddöntők
| Győztes:        | Vesztes:            | Pontozás: |
| --------------- | ------------------- | --------- |
| Harry Tanamor   | Luis Yanes          | 17 : 7    |
| Amrat Ruenroeng | Hovhannes Danielján | 18 : 6    |
| Nordine Oubaali | Georgij Csigajev    | 25 : 9    |
| Cou Si-ming     | Paddy Barnes        | 22 : 8    |

Elődöntők
| Döntőbe jut:  | Bronzérmesek:   | Pontozás:                          |
| ------------- | --------------- | ---------------------------------- |
| Harry Tanamor | Amrat Ruenroeng | 16 : 8                             |
| Cou Si-ming   | Nordine Oubaali | kipontozással a 3. menetben (21:1) |

Döntő
| Aranyérmes: | Ezüstérmes:   | Pontozás: |
| ----------- | ------------- | --------- |
| Cou Si-ming | Harry Tanamor | 17 : 3    |